# Nevestino (ort)
Nevestino (bulgariska: Невестино) är en ort i Bulgarien.   Den ligger i kommunen Obsjtina Nevestino och regionen Kjustendil, i den västra delen av landet, 60 km sydväst om huvudstaden Sofia. Nevestino ligger 444 meter över havet och antalet invånare är 779.
Terrängen runt Nevestino är huvudsakligen kuperad, men den allra närmaste omgivningen är platt. Nevestino ligger nere i en dal. Närmaste större samhälle är Kjustendil, 13,7 km väster om Nevestino.
Omgivningarna runt Nevestino är en mosaik av jordbruksmark och naturlig växtlighet. Runt Nevestino är det ganska glesbefolkat, med 21 invånare per kvadratkilometer.